# CQRS
The Command and Query Responsibility Segregation (CQRS) — принцип, или парадигма, CQRS разделяет назначение запросов (например, при чтении данных) и команд на обработку данных. Внедрение CQRS в приложение может максимизировать его производительность, масштабируемость и безопасность. Гибкость, создаваемая переходом на CQRS, позволяет системе лучше развиваться с течением времени и не позволяет командам обновления вызывать конфликты слияния на уровне домена.
Шаблон CQRS применяет принцип императивного программирования разделения команд и запросов — сommand-query separation (CQS), используя отдельные объекты запросов и команд для извлечения и изменения данных соответственно. CQS введён Бертраном Мейером во время работы над языком программирования Eiffel. Принцип гласит, что метод должен быть либо командой, выполняющей какое-то действие, либо запросом, возвращающим данные, но не одновременно. Другими словами, задавание вопроса не должно менять ответ. Более формально, возвращать значение можно только чистым (т. е. детерминированным и не имеющим побочных эффектов) методом. Строгое соблюдение этого принципа делает невозможным отслеживание количества вызовов запросов.

## Применение в контрактном программировании
CQRS особенно хорошо вписывается в методологию контрактного программирования, в которой используются утверждения, встроенные в исходный код, описывающие состояние программы в определённые важные моменты. В контрактном программировании утверждения относятся к проектированию, а не к логике выполнения, поэтому их выполнение не должно оказывать влияния на состояние программы. CQRS выгоден для контрактного программирования, так как любой возвращающий значение метод (любой запрос) можно вызывать в утверждениях, не беспокоясь о возможном изменении состояния программы.
Теоретически, это даёт возможность узнавать состояние программы, не меняя его. На практике, CQRS даёт возможность пропустить все проверки утверждений в действующей системе, чтобы повысить её производительность, не боясь того, что это изменит её поведение. CQRS также предотвращает возникновение некоторых гейзенбагов.

## Другие применения
Даже за пределами контрактного программирования, применение CQRS рассматривается его приверженцами как оказывающее эффект упрощения на программу, делая доступ к её состоянию (через запросы) и изменение её состояния (через команды) более понятными, аналогично тому как избежание использования goto упрощает понимание потока выполнения программы.
CQRS хорошо подходит для методологии объектно-ориентированного программирования, но может быть применён и вне ООП, так как разделение побочных эффектов и возвращения значений не требует ООП, поэтому CQRS может быть с пользой применён в любой парадигме программирования, требующей заботы о побочных эффектах.

## Недостатки
CQRS может осложнить создание реентерабельного и многопоточного ПО. Эта проблема обычно возникает при использовании непотокобезопасного шаблона для реализации CQRS.
Простой пример шаблона, нарушающего CQRS, но полезного в многопоточном ПО:
```
private
 
int
 
x
;

public
 
int
 
increment_and_return_x
()

{

  
lock
 
x
;
   
// какой-либо механизм блокировки

  
x
 
=
 
x
 
+
 
1
;

  
int
 
x_copy
 
=
 
x
;

  
unlock
 
x
;
 
// какой-либо механизм блокировки

  
return
 
x_copy
;

}

```

Распространённый CQRS шаблон, применимый только в однопоточных приложениях:
```
private
 
int
 
x
;

public
 
int
 
value
()

{

  
return
 
x
;

}

void
 
increment_x
()

{

  
x
 
=
 
x
 
+
 
1
;

}

```

Даже в случае однопоточных программ иногда можно утверждать, что значительно более удобно иметь метод, объединяющий запрос и команду. Мартин Фаулер приводит метод стека pop() в качестве примера.